# CAF-kocsi
A CAF a spanyolországi gyáraiban 1990-es évek közepén a MÁV számára 76 darab különböző típusú személyszállító kocsit épített, amelyek a CAF-kocsik néven lettek ismertek Magyarországon. A járműveket elsősorban a Nyugat-Európa felé irányuló forgalomban használják.

## A sorozat születése
Az 1980-as évek elején a MÁV személyszállító gördülőállományát nagyon komoly léptékben fejlesztették. A Magyarországra került ún. Bautzeni kocsik és poznańi kocsik a rendszerváltás idején még korszerű járműnek számítottak. Azonban a nyugat-európai vasutakon ekkorra már új generációs, kifinomultabb műszaki megoldásokat alkalmazó és emelt sebességre képes járművek terjedtek el. A rendszerváltás nyomán megnyíló határok ellenére is az a veszély fenyegetett, hogy a MÁV kiszorul a nyugat-európai forgalomból, vagy pedig igen költséges aszimmetrikus partnerséget kell építenie a nyugati társvasutakkal. A helyzetet különösen sürgetővé tette, hogy 1990-től Budapest és Bécs közösen kívánta megszervezni az 1996-os világkiállítást. Szükség volt olyan, az esemény rangjához méltó járműre, amely Budapest és Nyugat-Európa (különösen Bécs) felé szállította volna volna a nemzetközi utasokat. A magyar vasút vezetése a csapdahelyzetet a nyugati megoldásoknak megfelelő személykocsi-állomány beszerzésével szándékozott elkerülni.
A MÁV 1990 őszén írt ki nemzetközi pályázatot 75 darab különböző felszereltségű, emelt sebességre képes és klimatizált vasúti kocsi szállítására. A Technoimpex közvetítőiroda közreműködésével bonyolított pályázatra tíz járműgyártó vállalat tett ajánlatot, ezek közül 1991 áprilisában az olasz Breda cég ajánlata tűnt a leginkább versenyképesnek. Az olasz vállalat azonban nem tudott versenyképes finanszírozási formát biztosítani a magyar félnek, így a második helyen rangsorolt spanyolországi baszk Construcciones y Auxiliär de í Ferrocarriles S.A. (CAF) ajánlata futott be. A szerződés 76 különböző berendezésű személykocsira szólt, értéke pedig kereken 100 millió dollárt tett ki. A kocsik megvásárlását a MÁV 85%-ban a nemzetközi pénzpiacokról felvett hitelből fedezte, további 15%-ra pedig maga a gyártó nyújtott kölcsönt a vásárlónak. A CAF vállalta, hogy a járművekbe magyar vállalatok által előállított anyagokat is beépít. A spanyol járműgyártó és a magyar vasút közötti szerződést 1992. július 4-én írták alá Budapesten.
A kocsik építése során a gyártó szorosan együttműködött a MÁV-val, hogy a járművek minél inkább a vevő igényeit tükrözzék. 1993 májusában a gyártó egy hálókocsifülke 1:1 arányú modelljét vitte Budapestre, hogy a vasútvállalat véleményt mondjon róla. A gyártás során derült ki, hogy a Keleti pályaudvaron a korábbi technológiákra kiépített kocsikarbantartó infrastruktúra nem alkalmas a CAF-kocsik fogadására, ezért 1994-ben a MÁV jelentős beruházással átalakította a létesítményt. A járművek a CAF zaragozai és beasain-i telephelyén épültek. Leghamarabb a 20-91 középszámú kocsik épültek meg. 1993 decemberében a spanyolországi La Sagra és Mora között tartották meg az első kocsi fékpróbáját. Az elsőként elkészült 25 személykocsi 1994. február 19-én érkezett megy Budapestre. Az új járművek a Bécsbe közlekedő Bartók Béla, Csárdás és Arrabona,  a Zürichbe és Münchenbe közlekedő Wiener Walzer, illetve a Rómába járó Gondoliere vonatokon álltak szolgálatba még abban az évben. Az első osztályú kocsik 1994 tavaszára váltak mozgásképessé, a 10-91 100 pályaszámú kocsi számára a franciaországi Bordeaux és Ruffec környékén rendeztek nagysebességű futópróbát. A rendelés további darabjai 1994 során megérkeztek, utoljára hálókocsik és étkezőkocsik futottak be Magyarországra.

## Részvétel a nemzetközi forgalomban
Az 1994-ben hivatalba lépett Horn-kormány lemondta a Budapestre tervezett világkiállítást, így a MÁV-nak lehetősége nyílt rá, hogy nagyobb távolságokra futó vonatokba is bátran adjon CAF-kocsikat. A kocsik megérkezésük idején igen korszerűnek számítottak. Korlátozás nélkül vehettek részt a nemzetközi forgalomban, a nemzetközi partnerek szívesen fogadták azokat vonataikban, így a magyar CAF-kocsik a 2010-es években már nagyon messzinek tűnő célállomásokra is eljutottak. Az 1990-es években MÁV CAF-kocsikat adott a Bázelbe, a Stuttgartba és Dortmundba és Berlinen keresztül Hamburgba közlekedő járataira. A legtávolabbra vélhetően a MÁV Orient Expresszben futó 50-91-es középszámú fekvőhelyes kocsijai jutottak el, amelyeknek a 2000-es évekig Paris Gare de l’Est volt az egyik célállomása.
Az ezredforduló után a fapados légitársaságok felfutásával a nemzetközi vasúti forgalom visszaesett. Különösen jelentős volt az éjszakai hálókocsis vonatok forgalmának hanyatlása, a vasúttársaságok egymás után állították le a korábbi nagy távolságú összeköttetéseket. 2000 után már nem túl frissnek számító MÁV-os CAF-ok fokozatosan kiszorultak a nyugat-európai forgalomból, kivéve a továbbra is jelentős zürichi-müncheni és a berlini útirányt. A 2010-es években a kocsik a legtöbbször a Münchenbe, Berlinbe és Zürichbe induló éjszakai vonatokon, illetve a Hamburgba induló nappali Hungária EuroCity vonatokban futottak. 2016-ban a MÁV megkezdte az addigra húsz éves CAF-kocsipark nagy léptékű revitalizációját. A kocsikat a Dunakeszi Járműjavítóban modernizálták. Ennek legszembetűnőbb jele az átfestés volt, a korszerűsített CAF-ok a MÁV IC+-sorozattal bevezetett új festést kapták. A beltérben új huzatot kaptak az ülések, megújítottá a hangalapú utastájékoztatót, hálózati csatlakozókat és a hordozható eszközök töltésére használható USB-csatlakozókat telepítettek. Különleges év volt a CAF-ok számára a 2020-as, amikor az Európában elszabadult Covid-19 járvány miatt a kocsik belföldön rekedtek. A nemzetközi karantén idején az első- és másodosztályú CAF-kocsik a Budapest és Hegyeshalom között közlekedő gyorsvonatokban, illetve a balatoni IC-kben futottak, míg a fekvőhelyes és hálókocsikat – kihasználva az üzemszünetet – a Dunakeszi Járműjavítóba vitték felújításra.
A CAF-kocsik továbbra is a MÁV-Start Zrt. modern nemzetközi kocsijainak számítanak, így vélhetően még sokáig részei lesznek a nemzetközi vasúti közlekedésnek.

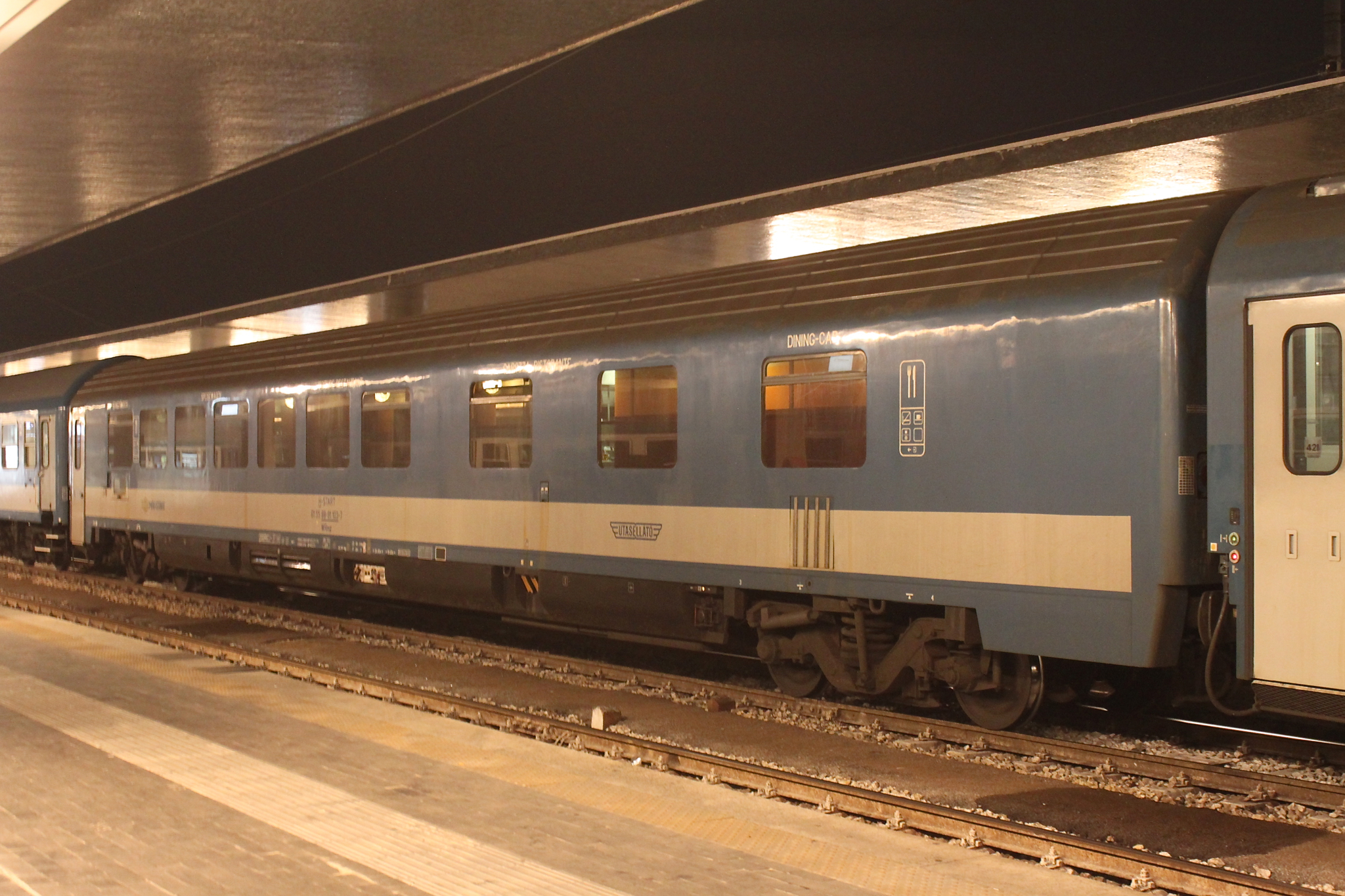
CAF-étkezőkocsi Velencében
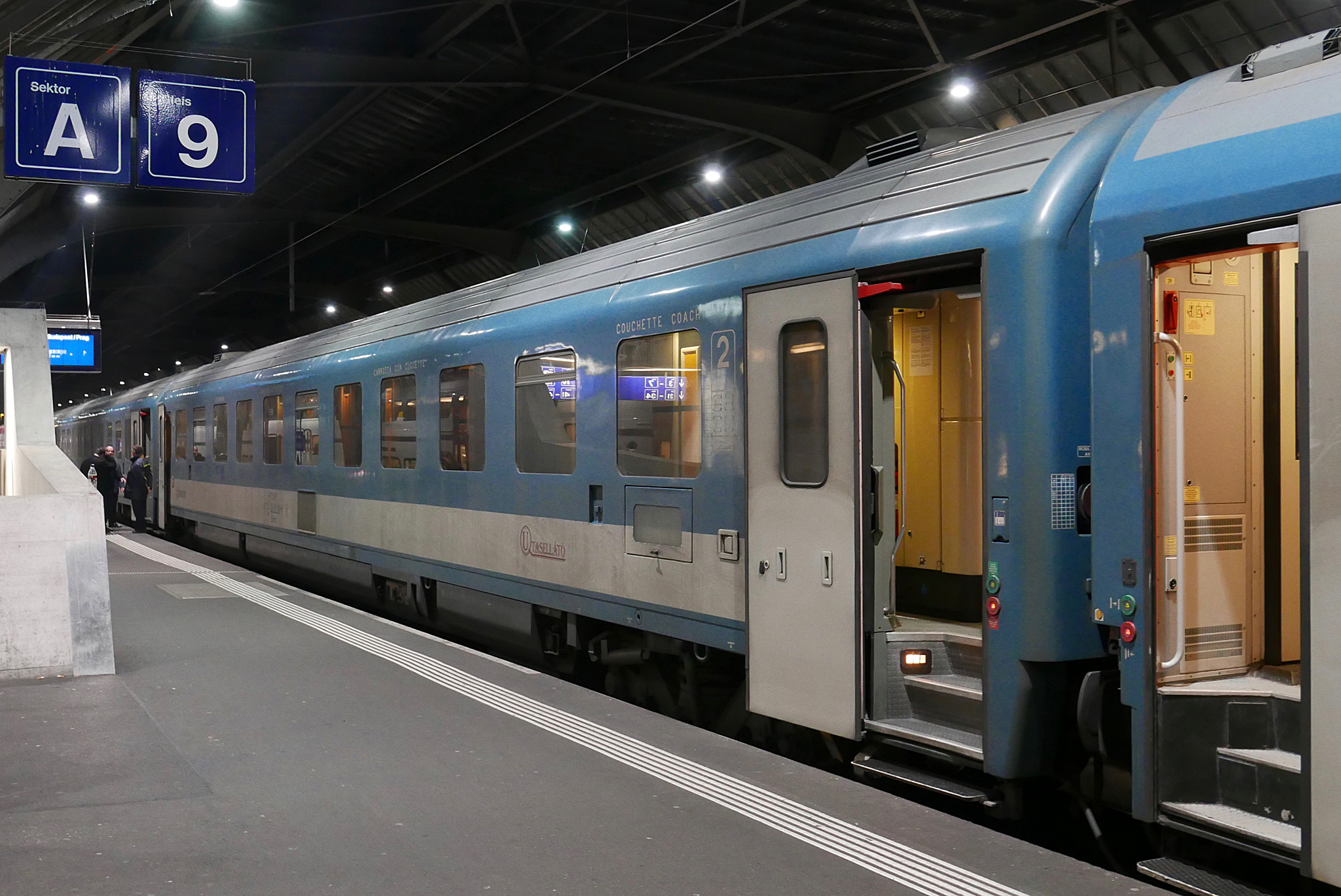
CAF-fekvőhelyes kocsi Zürichben
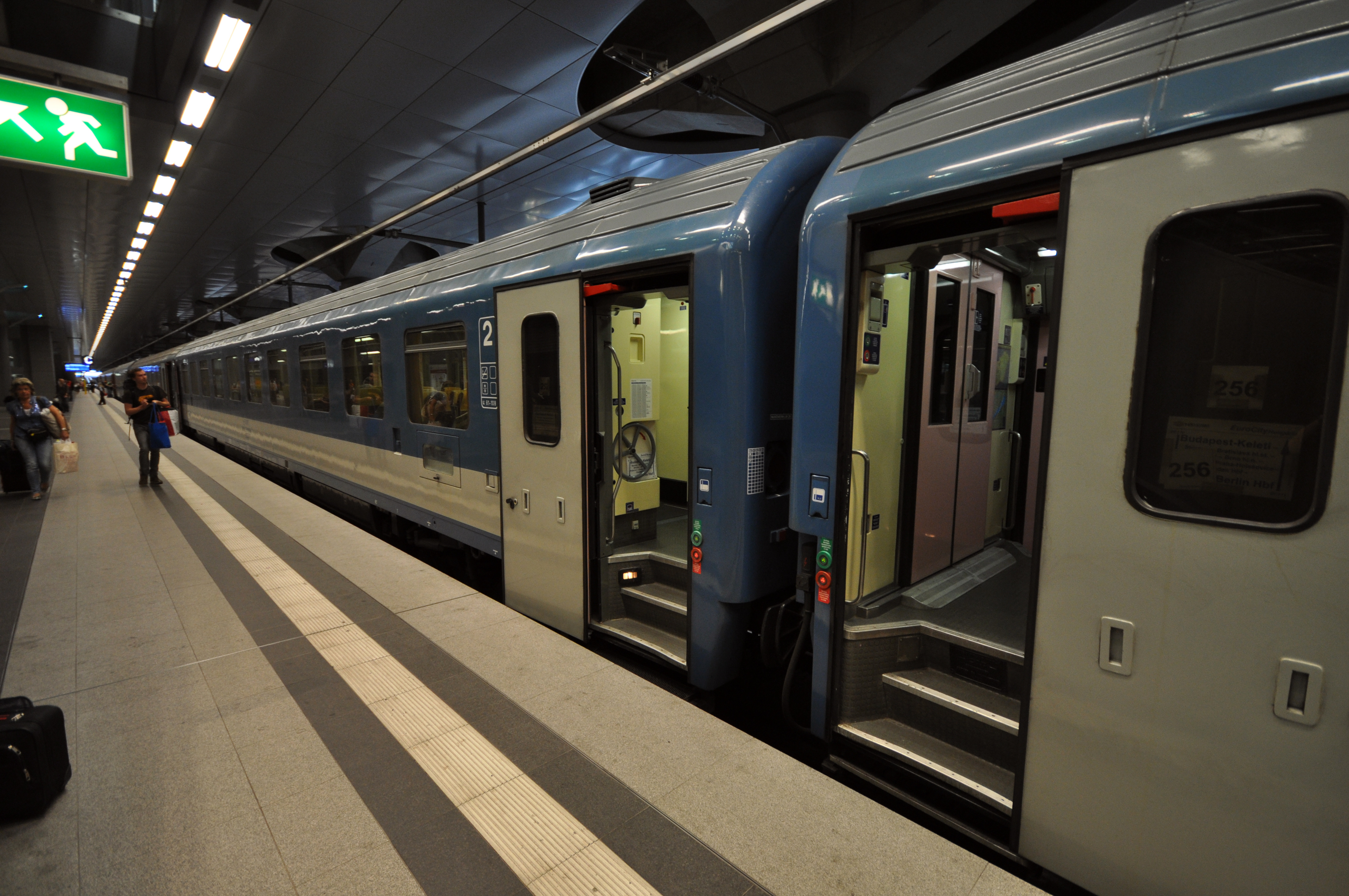
CAF-kocsik Berlin Hbf. mélyállomásán
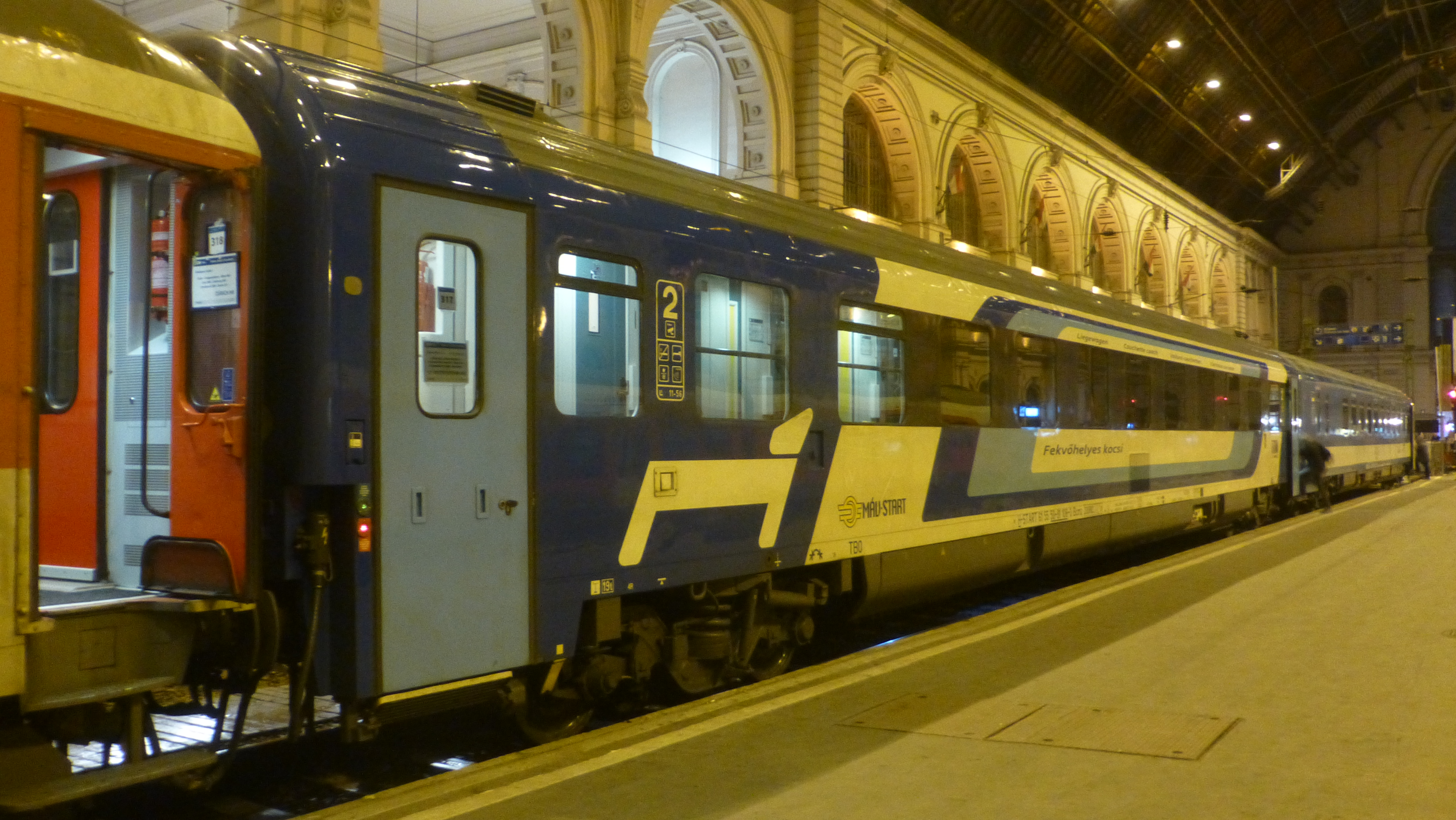
Felújított fekvőhelyes CAF-kocsi a Keletiben

## Technikai jellemzők
| Kocsi jellege           | UIC pályaszámok | UIC betűjel          | Gyártás ideje | Mennyiség | Sebesség | Sajátos jellemzők                                                          | fénykép |
| ----------------------- | --------------- | -------------------- | ------------- | --------- | -------- | -------------------------------------------------------------------------- | ------- |
| 1. osztályú             | 10-91 100-107   | Apmz                 | 1994          | 8 db      | 200 km/h | 60 db 1.o ülőhely termes elrendezésben 2 WC                                |         |
| 1. osztályú             | 19-91 100-107   | Amz                  | 1994          | 9 db      | 200 km/h | 54 db 1.o ülőhely fülkés elrendezésben 2 WC                                |         |
| 2. osztályú             | 20-91 100-117   | Bpmz                 | 1994          | 18 db     | 200 km/h | 80 db 2.o ülőhely termes elrendezésben 2 WC                                |         |
| 2. osztályú             | 21-91 100-111   | Bmz                  | 1993          | 12 db     | 200 km/h | 66 db 2.o ülőhely fülkés elrendezésben 2 WC                                |         |
| 2. osztályú fekvőhelyes | 50-91 100-108   | Bcmz                 | 1994          | 9 db      | 200 km/h | 60 db fekvőhellyé alakítható 2.o ülőhely fülkés elrendezésben 2 WC 2 mosdó |         |
| Hálókocsi               | 71-91 100-105   | WLABmz               | 1994          | 5 db      | 200 km/h | 33 férőhely 1-3 ágyas fülkékben 1 zuhanyzó 2 WC                            |         |
| Étkezőkocsi             | 88-91 100-108   | WRmz                 | 1994          | 9 db      | 200 km/h | 42 éttermi férőhely Melegkonyha 1WC                                        |         |
| Poggyászkocsi           | 94-91 100-104   | Ddmee (korábban Dms) | 1994          | 5 db      | 160 km/h | Poggyásztér 35m² 15 kerékpárhely 3 ülőhely a kezelőszemélyzetnek 1 WC      |         |

## Érdekességek
- A CAF késedelmesen szállította le a teljes megrendelést, így a MÁV érvényesítette a szerződésben kikötött kötbérigényét. A CAF a kötbért plusz egy darab poggyászkocsi szállításával egyenlítette ki, amellyel azonban a MÁV kezdetben nem tudott mit kezdeni. A kocsi évekig félreállítva állt a Dunakeszi Járműjavító udvarán. Az ezredforduló idején a poggyászkocsit a Dunakeszi Járműjavító mérőkocsivá alakította, 2002-ben FMK-007 számmal állt forgalomba. A kocsi a pályák állapotát ellenőrzi Magyarországon és a környező országokban.
- 2021 volt a Vasút Európai Éve. Az eseménysorozat fő attrakciója egy Európa legtöbb országát átszelő vonat, a Connecting Europe Express volt. A MÁV az 51 55 94-91 102-3 pályaszámú poggyászkocsiját adta a vonatba, amelyet az alkalomhoz illően át is matricáztak. A vonat 2021 szeptemberében öt nap járt az Európai Unió minden normál nyomtávot használó országában (kivéve Írországot), továbbá Svájcban, Szerbiában és Észak-Macedóniában. A Budapest Keleti honállomású kocsi utazásának legtávolabbi pontja a francia-spanyol határon fekvő Hendaye volt, a bázisállomástól 1680 kilométerre.